# Liste zoologischer Gärten und Aquarien in Europa
Dies ist eine Liste zoologischer Gärten und Aquarien in Europa.

## Belarus
- Zoo Minsk, Minsk

## Belgien
- Zoo Antwerpen, Zoo in Antwerpen
- Monde Sauvage, Safaripark in Aywaille
- Boudewijn Seepark in Brügge
- Pairi Daiza in Brugelette (früher Parc Paradisio)
- Aquarium-Museum der Universität von Liège
- Dierenpark Planckendael, Mechelen
- Olmense Zoo in Olmen in der Provinz Antwerpen
- Cracid Breeding and Conservation Centre, Zutendaal

## Bulgarien
- Zoo Haskovo
- Zoo Sofia, Sofia

## Dänemark
- Aalborg Zoo, Aalborg
- Den Blå Planet, Aquarium in Kastrup
- Givskud Zoo, Givskud
- Guldborgsund Zoo, Nykøbing Falster
- Kattegatcenter, Grenå
- Knuthenborg Park & Safari, Maribo
- Odense Zoo, Odense
- Randers Regnskov, Randers
- Ree Park, Gravlev bei Ebeltoft
- Skandinavisk Dyrepark, Kolind
- Zoo Kopenhagen, Kopenhagen

## Estland
- Zoo Tallinn, Tallinn

## Finnland
- Zoo Korkeasaari, Zoo von Helsinki
- Zoo Ähtäri, Zoo von Ähtäri
- Zoo Lieto, Zoo von Lieto
- Zoo Ranua Zoo von Ranua
- Zoo Tampere, Zoo und Vergnügungspark von Tampere

## Griechenland
- Attischer Zoologischer Park, Spata (bei Athen)

## Island
- Fjölskyldu- og húsdýragarðurinn, Zoo von Reykjavík

## Italien
- Parco Faunistico La Torbiera in Agrate Conturbia, Provinz Novara
- Parco Natura Viva, Zoo in Bussolengo in der Provinz Verona
- Acquario di Genova, Aquarium in Genua
- Zoo delle Maitine in Pesco Samnita
- Parco Zoo Punta Verde, Zoo in Lignano Sabbiadoro
- Zoo di Napoli in Neapel
- Stazione Zoologica Anton Dohrn, biologisches Forschungsinstitut mit Sitz in Neapel
- Safaripark in Pombia
- Bioparco Rom, Zoolog. Garten u. Naturkundemuseum in Rom
- Parco Faunistico Cappeller – Cartigliano, Vicenza[1] dicht Bassano del Grappa, Marostica

## Kroatien
- Zoologischer Garten und Aquarium Osijek
- Zoo Split (Zoološki vrt Split)
- Zoo Zagreb (Zoološki vrt grada Zagreba) im Maksimir Park

## Lettland
- Rīgas Zooloģiskais Dārzs, Zoo von Riga

## Litauen
- Zoo Kaunas

## Luxemburg
- Parc Merveilleux, Bettemburg

## Malta
- Malta National Aquarium, San Pawl il-Baħar

## Republik Moldau
- Chișinău Zoo

## Monaco
- Ozeanographisches Museum Monaco
- Fürstlicher Zoo Monaco

## Niederlande
- Vogelpark Avifauna, Alphen aan den Rijn
- DierenPark Amersfoort, Amersfoort
- Artis, Amsterdam
- Apenheul, Apeldoorn
- Burgers’ Zoo u. Safaripark, Arnheim
- Dierenrijk, bei Eindhoven
- Wildlands, Emmen (früher: Noorder Dierenpark)
- Dolfinarium Harderwijk, Harderwijk
- Gaiazoo, Kerkrade
- Aqua Zoo Friesland, Leeuwarden
- ZooParc Overloon, bei Overloon
- Ouwehands Dierenpark, Rhenen
- Diergaarde Blijdorp, Rotterdam
- Safaripark Beekse Bergen, bei Tilburg
- Dierenpark Wissel, Wissel

## Norwegen
- Aquarium Bergen
- Polar Park Bardu
- Kristiansand Dyrepark

## Österreich
- Raritätenzoo Ebbs, Ebbs
- Wildpark Feldkirch, Feldkirch
- Tierpark Stadt Haag, Haag
- Alpenzoo Innsbruck, Innsbruck
- Zoo Schmiding, Krenglbach
- Zoo Linz, Linz

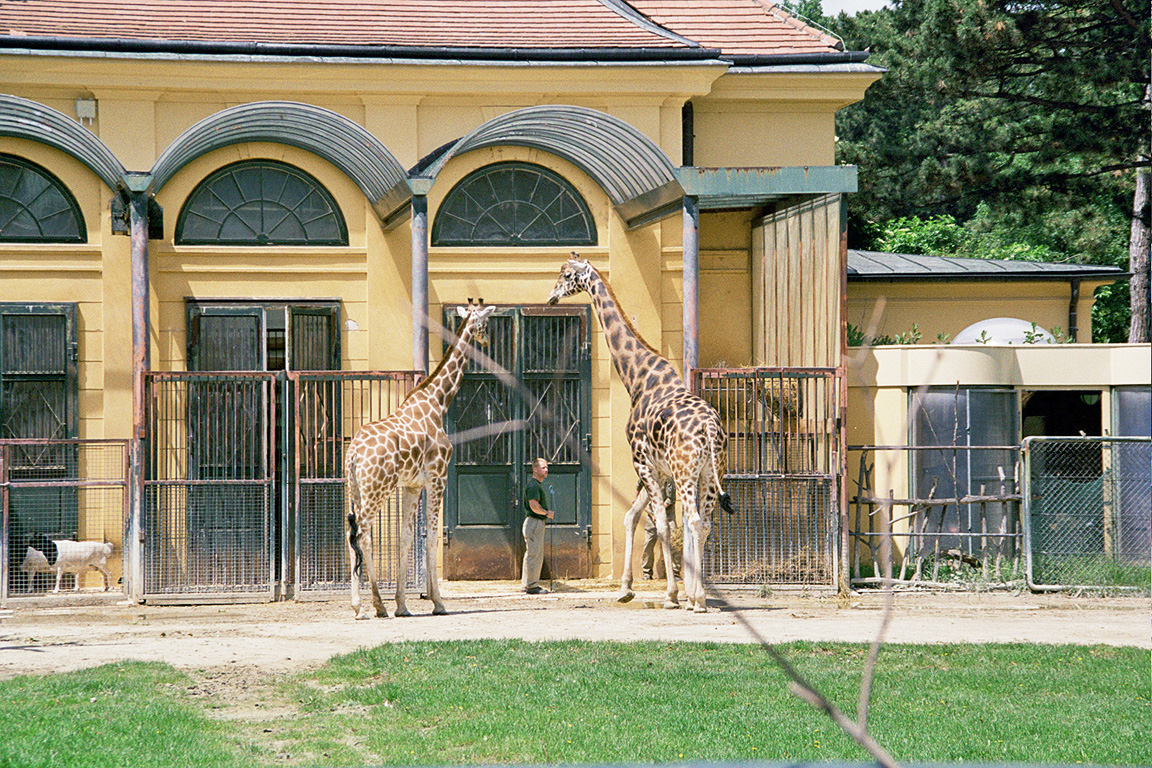
Giraffengehege im Tiergarten Schönbrunn

- Steppentierpark Pamhagen, Pamhagen
- Tierpark Rosegg, Rosegg
- Zoo Salzburg, Salzburg
- Tierwelt Herberstein, Sankt Johann bei Herberstein
- Tiergarten und Reiterhof Walding, Walding
- Welser Tiergarten, Wels
- Haus des Meeres, Wien
- Tiergarten Schönbrunn, Wien

## Polen
- Zoologischer Garten Breslau, Breslau
- Ogród Zoologiczny w Chorzowie, Chorzów
- Miejski Ogród Zoologiczny w Gdańsku-Oliwie, Danzig
- Palmenhaus, Gliwice
- Zoologischer Garten Krakau, Krakau
- Ogród Zoologiczny w Łodzi, Łódź
- Ogród Zoologiczny w Opolu, Oppeln
- Ogród Zoologiczny w Płocku, Płock
- Ogród Zoologiczny w Poznaniu, Posen
- Ogród Zoologiczny w Bydgoszczy, Bydgoszcz
- Ogród Zoologiczny w Toruniu, Toruń
- Zoologischer Garten Warschau, Warschau
- Ogród Zoologiczny w Zamościu, Zamość

## Portugal

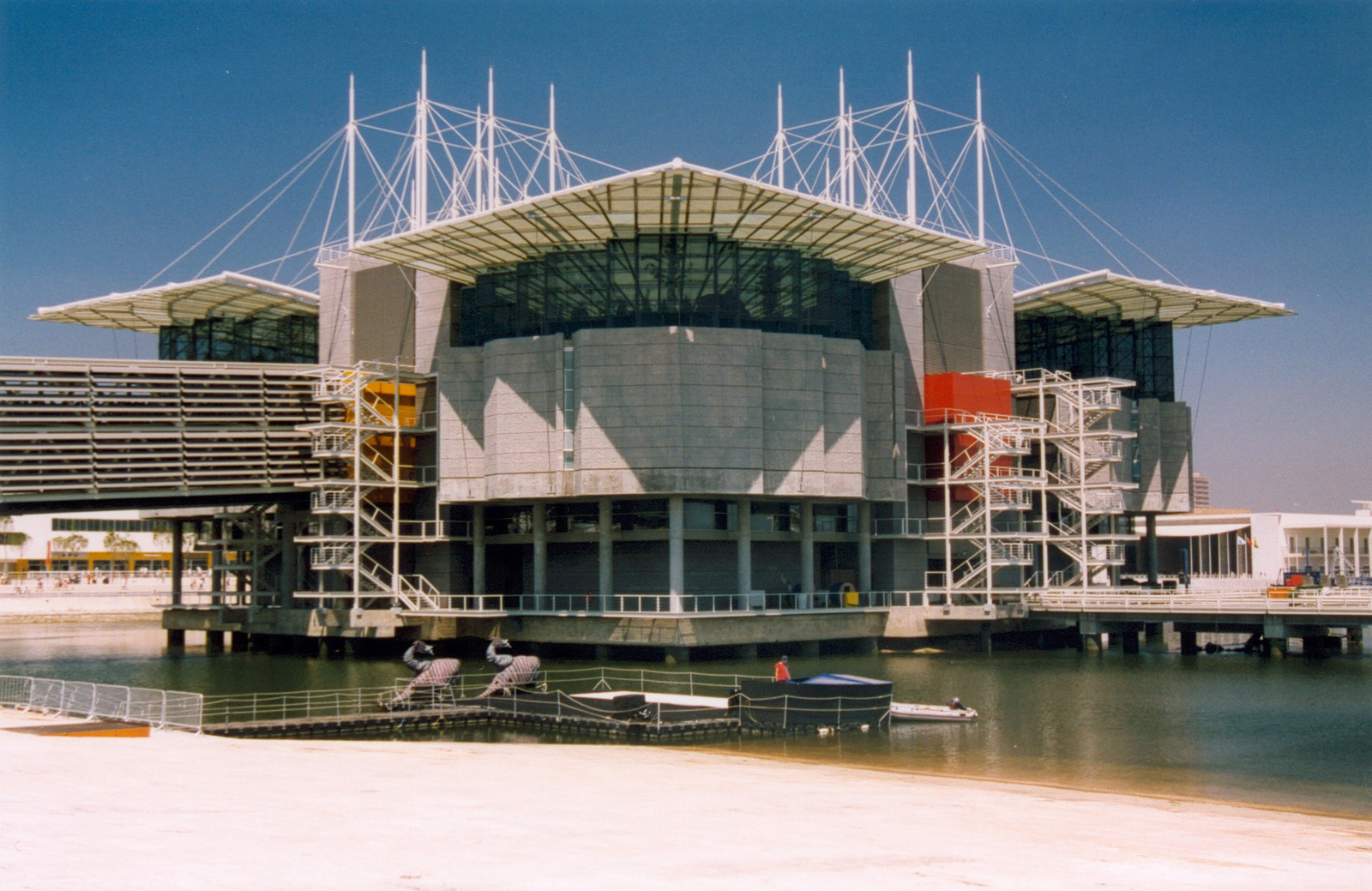
Oceanário de Lisboa

- Estação Litoral da Aguda, Arcozelo
- Zoo de Lagos, Lagos
- Oceanário de Lisboa, Lissabon
- Zoo Lissabon, Lissabon

## Rumänien
- Zoo Bukarest, Bukarest
- Tiergarten Timișoara, Timișoara

## Russland
- Königsberger Tiergarten, Kaliningrad
- Moskauer Zoo, Moskau

## Schweden
- Borås Djurpark, Borås
- Nordens Ark
- Parken Zoo, Eskilstuna
- Ölands Djur & Nöjespark, Färjestaden
- Tierpark Kolmården, Kolmården
- Tropicarium Kolmården, Kolmården
- Zoologischer Garten Skansen, Stockholm
- Tierpark Skåne
- Tierpark Ystad

## Schweiz
Deutschschweiz:
- Zoo Basel, Basel
- Zoo Zürich, Zürich
- Knies Kinderzoo Rapperswil SG

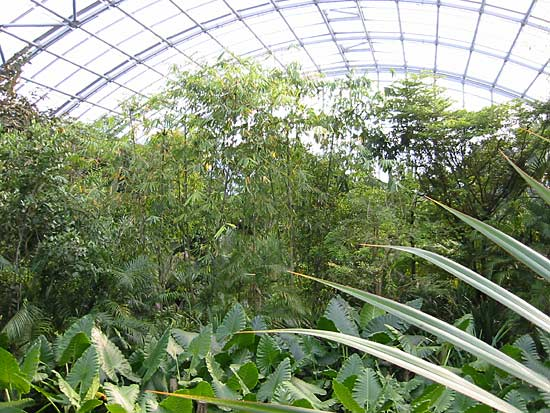
Masoala-Halle im Zoo Zürich

- Abenteuerland Walter Zoo, Gossau SG
- Plättli Zoo, Frauenfeld
- Tierpark Dählhölzli, Bern
- Tierpark Lange Erlen, Basel
- Natur- und Tierpark Goldau, Goldau
- Tierpark Langenberg, Langnau am Albis
- Wildpark Bruderhaus, Winterthur
- Bärenland Arosa, Arosa
- Bärenpark Bern, Bern
- Wildpark Peter und Paul, St. Gallen
- Wildpark Roggenhausen, Aarau
- Toni’s Zoo, Rothenburg LU
- Erlebniswelt Seeteufel, Studen BE
- Greifvogelpark, Buchs
- Papiliorama, Kerzers

Romandie:
- Zoo de Servion, Servion
- Parc zoologique du bois du petit château, La Chaux-de-Fonds
- Zoo la Garenne, Le Vaud
- Juraparc, L’Abbaye
- Jardin botanique de Genève, Genf
- Sikypark, Crémines
- Zoo des Marécottes, Salvan VS
- Aquatis Aquarium-Vivarium, Lausanne

Italienische Schweiz:
- Zoo al Maglio, Neggio
- Falconeria, Locarno

## Serbien
- Zoo Belgrad, Belgrad
- Zoo Park Jagodina, Jagodina

## Slowakei
- Zoolog. Garten, Bojnice
- Zoologischer Garten Bratislava, Bratislava
- Zoolog. Garten, Košice

## Slowenien
- Zoolog. Garten, Ljubljana

## Spanien

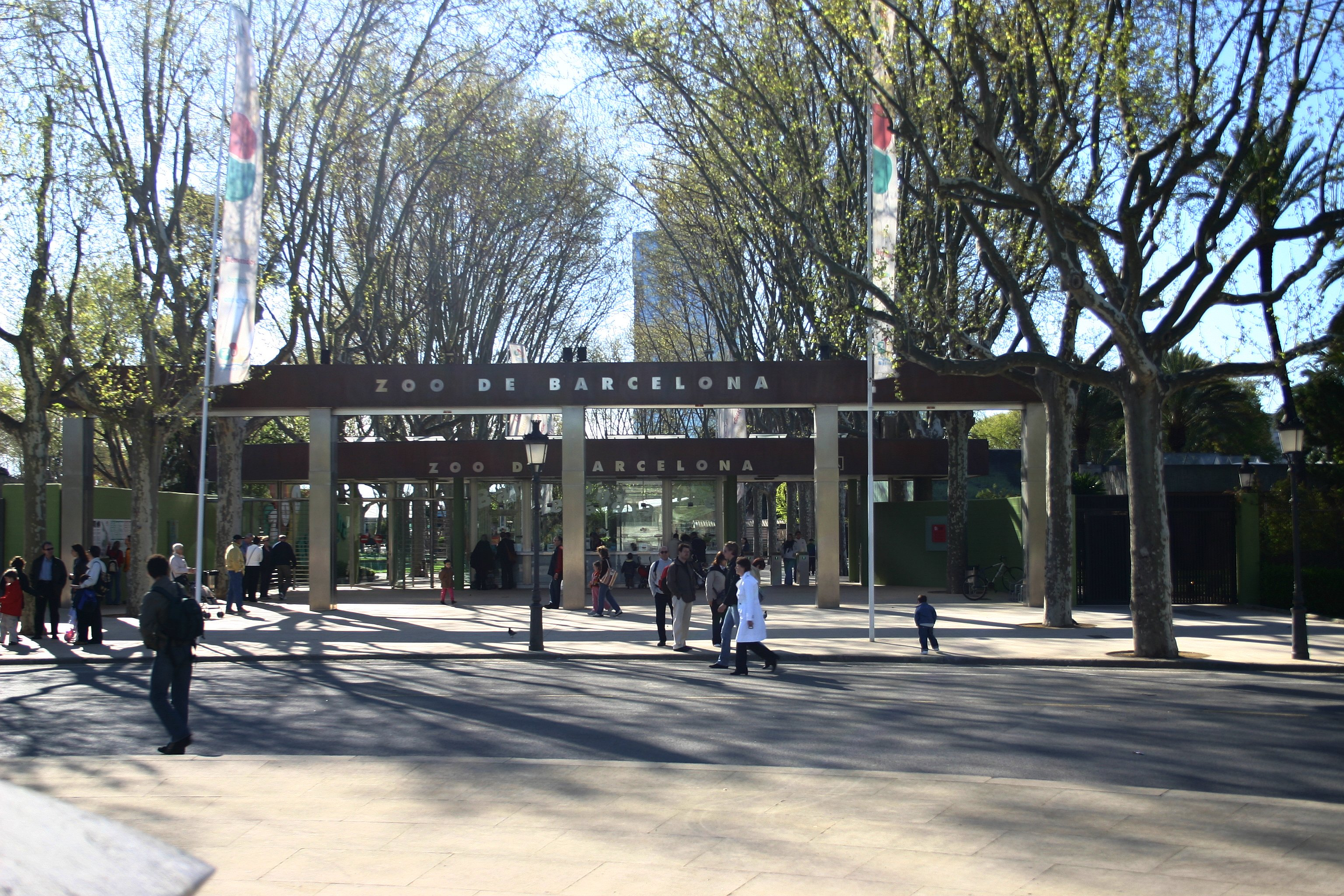
Zoo Barcelona

- Aquàrium de Barcelona, Barcelona
- Aquarium Finisterrae, A Coruña
- Zoo Barcelona, Barcelona
- Jungle Park, Teneriffa
- Aquarium Lanzarote, Lanzarote
- Zoo de la casa de campo, Madrid
- Palma Aquarium, Mallorca
- Loro Parque, Teneriffa
- L’Oceanogràfic, Valencia
- Zoo Valencia, Valencia

## Tschechien
- Zoo Brünn, Brünn
- Minizoo, Častolovice
- Zoo Chleby, Chleby
- Podkrušnohorský Zoopark Chomutov, Chomutov
- Zoo Dvorec, Dvorec
- Zoo Dvůr Králové, Dvůr Králové nad Labem
- Zoo Hluboká nad Vltavou, Hluboká nad Vltavou
- Zoo Liberec, Liberec
- Zoo Ostrava, Ostrava
- Zoologischer Garten Prag, Prag
- Zoologischer und Botanischer Garten, Pilsen
- Zoo Zlín, Zlín

## Ukraine
- Delfinarium Charkiw, Charkiw
- Delfinarium Odessa, Odessa
- Feldman-Ökopark, Lisne
- Kiewer Zoo, Kiew
- Zoo Charkiw, Charkiw
- Zoo Mykolajiw, Mykolajiw
- Zoo Odessa, Odessa
- Zoo Riwne, Riwne
- Zoo Tscherkassy, Tscherkassy

## Ungarn
- Tierpark Budakeszi
- Zoolog. Garten Budapest, Budapest
- Tropicarium Budapest, Budapest
- Zoolog. Garten Debrecen
- Tiergarten Gyöngyös
- Xantus János Zoolog. Garten, Győr
- Zoolog. & Botanischer Garten, Jászberény
- Tierpark in Miskolc
- Zoologischer Garten Nyíregyháza
- Tiergarten Kecskemét
- Kittenberger Kálmán Zoolog. & Botanischer Garten, Veszprém
- Zoolog. Garten Pécs
- Theiß-See Ökocentrum, Poroszló
- Tierpark Szeged
- Bärpark Veresegyház